# Ruta Estatal de California 12
La Ruta Estatal de California 12, y abreviada SR 12 (en inglés: California State Route 12) es una carretera estatal estadounidense ubicada en el estado de California. La carretera inicia en el Oeste desde la SR 116     en Sebastopol hacia el Este en la SR 49     en San Andreas. La carretera tiene una longitud de 226,3 km (140.64 mi).

## Mantenimiento
Al igual que las autopistas interestatales, y las rutas federales y el resto de carreteras estatales, la Ruta Estatal de California 12 es administrada y mantenida por el Departamento de Transporte de California por sus siglas en inglés Caltrans.

## Cruces
La Ruta Estatal de California 12 es atravesada principalmente por la  US 101  en Santa Rosa
 SR 29  cerca de Napa
 I 80  cerca de Fairfield
 SR 99  en Lodi.